# 屏幕游戏01
屏幕游戏01（简称“BSS 01”）是民主德国（东德）研产的专用游戏机。主机由人民企业法兰克福（奧得河）半导体工厂设计生产，使用通用仪器的AY-3-8500集成电路。主机1979年开始以“RFT”名称销售，售价550东德马克。屏幕游戏01两年后因利润问题停产。